# منطقة ناشك
ناشيك رمزها «NS» (بالإنجليزية: Nashik)‏ ، هو تقسيم إداري لدولة الهند تتبع ولاية ماهاراشترا (بالإنجليزية: Maharashtra)‏ ، مركزها هو مدينة ناشيك (بالإنجليزية: Nashik)‏ عدد سكانها حسب تعداد سنة 2001 هو 4,987,923 ، مساحتها 15,539 كم² وكثافة السكان 321 لكل كم² .

## المناخ
يظهر الجدول التالي التغييرات المناخية على مدار السنة لمنطقة ناشيك:
| البيانات المناخية لـمنطقة ناشيك   | البيانات المناخية لـمنطقة ناشيك | البيانات المناخية لـمنطقة ناشيك | البيانات المناخية لـمنطقة ناشيك | البيانات المناخية لـمنطقة ناشيك | البيانات المناخية لـمنطقة ناشيك | البيانات المناخية لـمنطقة ناشيك | البيانات المناخية لـمنطقة ناشيك | البيانات المناخية لـمنطقة ناشيك | البيانات المناخية لـمنطقة ناشيك | البيانات المناخية لـمنطقة ناشيك | البيانات المناخية لـمنطقة ناشيك | البيانات المناخية لـمنطقة ناشيك | البيانات المناخية لـمنطقة ناشيك |
| الشهر                             | يناير                           | فبراير                          | مارس                            | أبريل                           | مايو                            | يونيو                           | يوليو                           | أغسطس                           | سبتمبر                          | أكتوبر                          | نوفمبر                          | ديسمبر                          | المعدل السنوي                   |
| --------------------------------- | ------------------------------- | ------------------------------- | ------------------------------- | ------------------------------- | ------------------------------- | ------------------------------- | ------------------------------- | ------------------------------- | ------------------------------- | ------------------------------- | ------------------------------- | ------------------------------- | ------------------------------- |
| متوسط درجة الحرارة الكبرى °م (°ف) | 29 (84)                         | 31 (88)                         | 35 (95)                         | 37 (99)                         | 37 (99)                         | 32 (90)                         | 28 (82)                         | 27 (81)                         | 29 (84)                         | 32 (90)                         | 31 (88)                         | 29 (84)                         | 31 (88)                         |
| متوسط درجة الحرارة الصغرى °م (°ف) | 10 (50)                         | 12 (54)                         | 16 (61)                         | 20 (68)                         | 22 (72)                         | 23 (73)                         | 22 (72)                         | 21 (70)                         | 21 (70)                         | 18 (64)                         | 14 (57)                         | 12 (54)                         | 18 (64)                         |
| الهطول مم (إنش)                   | 1.2 (0.05)                      | 0.5 (0.02)                      | 1.0 (0.04)                      | 4.7 (0.19)                      | 15.1 (0.59)                     | 154.9 (6.10)                    | 315.0 (12.40)                   | 259.0 (10.20)                   | 183.3 (7.22)                    | 68.0 (2.68)                     | 22.3 (0.88)                     | 4.6 (0.18)                      | 1٬029٫6 (40.55)                 |
| المصدر #1: wunderground.com       |                                 |                                 |                                 |                                 |                                 |                                 |                                 |                                 |                                 |                                 |                                 |                                 |                                 |
| المصدر #2: data.gov.in            |                                 |                                 |                                 |                                 |                                 |                                 |                                 |                                 |                                 |                                 |                                 |                                 |                                 |